# Аряво
Аряво — село в Городищенском районе Пензенской области. Входит в состав Юловского сельсовета.

## География
Село расположено в восточной части области на расстоянии примерно в 14 километрах по прямой к востоку-северо-востоку от районного центра Городище.
Часовой пояс
Село Аряво как и вся Пензенская область, находится в часовой зоне МСК (московское время). Смещение применяемого времени относительно UTC составляет +3:00.

## Население
| 1926 | 1930 | 1939 | 1959 | 1979 | 1989 | 1996 |
| ---- | ---- | ---- | ---- | ---- | ---- | ---- |
| 642  | ↗743 | ↘670 | ↘326 | ↘156 | ↘47  | ↘25  |
| 2002 | 2010 |      |      |      |      |      |
| ↘0   | ↗3   |      |      |      |      |      |

Национальный состав
Согласно результатам переписи 2002 года, население отсутствовало.